# ダークインパクト
ダークインパクトは、タミヤよりリリースされた電動ラジコンバギーである。2006年4月1日ごろ発売、キット価格は税抜17,800円。
DF-03タイプのシャーシが初めて採用されている。

## 基本スペック
- スケール：1/10
- 全長：387mm 全幅：250mm 全高：145mm　ホイールベース：272mm　本体重量：1,156g
- シャーシ：ABS樹脂製バスタブセミモノコック構造
- サスペンション：ダブルウィッシュボーン四輪独立懸架、ダイヤフラム式 C.V.A.オイルダンパー装備（F：ミニ / R：ショート）
- タイヤ（F/R）：スパイクパターン中空ラバータイヤ（ハイデンシティスパイクタイヤ　コンパウンドK）
- モーター：マブチRS-540SH付属
- 駆動方式：シャフト駆動式四輪駆動
- プリセット減速比…9.17:1（S=78,P=26:m=0.5）
- ボールデフ（F/R）、フルボールベアリング標準装備

## 特徴
バッテリー、モーターの搭載位置
これまでのタミヤ製4駆バギーはバッテリーを横置き、もしくは左右どちらかにオフセットして縦置きとしていたが、DF-03ではセンターへの縦置きとなるレイアウトになっている。これは前輪への駆動伝達機構がない後輪2輪駆動バギーで恒例となっている配置であるが、4駆では初の採用となる。
モーターはこれまでの多くのタミヤ製4輪駆動バギーと同じくミッドシップに横置きとなっているが、それ以前のものと異なり左右にオフセットされることなくシャーシのほぼ中央にレイアウトされた。
ボールデフの標準装備とフルベアリング仕様
安価な入門用モデルではオプションパーツとされてきたものだが、DF-03では標準で装備されている。
前後オーバーハングの切り詰め
これまでのタミヤ製バギーは一部の上級者向けキットを除き、クラッシュ時の衝撃から機体を守るための大きなバンパーを前方に装備していた。DF-03ではこのバンパーが小型化されている。
その他
ホイールは新設計で同社の従来型から径・幅が拡大されており、海外製のタイヤを装着できるようになっている。また、リアウイングの取り付け角度も路面に対してほぼ水平となっており、同じく水平設置を前提としている他メーカーのウイングに対応する形となった。

## 同系統車種
キーンホーク
2006年12月発売、価格はダークインパクトと同じ。初回生産分にはシルバーに塗装されたボディが付属した。
ボディは、発売時点でのF1のような形状のものが採用されている、ホイールはホワイト。
アバンテMk.II